# توني ويلسون (ضابط)
توني ويلسون (بالإنجليزية: Tony Wilson)‏ هو ضابط بريطاني، ولد في 2 أكتوبر 1935.